# Karl Lutz (bokser)
Karl Lutz (ur. 23 lutego 1914, zm. ?) – austriacki bokser.
Lutz brał udział na Igrzyskach Olimpijskich w 1936 roku, uczestniczył w zawodach wagi ciężkiej. W drugiej rundzie zawodów przegrał z Ernestem Toussaintem.